# Sollaug Sárgon

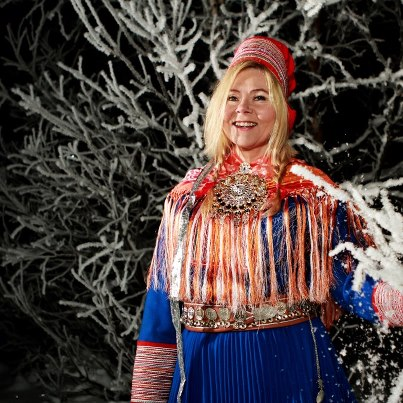

Sollaug Sárgon, född 1965, är en norsk, samiskspråkig, poet.
Sollaug Sárgon är vid sidan av sitt författarskap pedagogisk och psykologisk rådgivare på Samisk videregående skole og reindriftsskole i Kautokeino i Norge.
Sollaug Sárgon nominerades 2012 för Nordiska rådets litteraturpris för 2013 för diktsamlingen Savvon bálgáid luottastit
| ”                                                                           | Diktsamlingen är en stillsam och lågmält betraktelse av livet och naturen vid det stora havet och vidderna i nord. Vi följer författarens vandringar i sina förfäders marker. I dikterna speglas detta stora, vackra och till synes karga land med en känsla av sorg och vemod. Samtidigt som boken är en hyllning till livet, naturen och tidigare generationer, uttrycker den en saknad över allt som den moderna människan inte längre har tillgång till – närheten till naturen och dess krafter. Samernas förkristna gudavärld som inkräktare tillintetgjorde och all den kunskap och visdom naturens människa besatt. | „ |
| – Ur motiveringen för nomineringen till Nordiska rådets litteraturpris 2013 | |   |